# Judo na Letních olympijských hrách 2016 – ženy – střední váha
Zápasy v judu na Letních olympijských hrách v Riu v kategorii středních vah žen proběhly v hale Carioca Arena 2 v přilehlé části Ria de Janeira v Barra da Tijuca 10. srpna 2016.

## Finále
| finále            |                   |
| ----------------- | ----------------- |
| Haruka Tačimotová | Haruka Tačimotová |
| Yuri Alvearová    | Haruka Tačimotová |

## Opravy / O bronz
Poražení čtvrtfinalisté se utkávají mezi sebou v opravách. Vítězové oprav následně vyzvou poražené semifinalisty v boji o bronzovou medaili.
| opravy             | o bronz                 |                         |
| ------------------ | ----------------------- | ----------------------- |
| Kelita Zupancicová | Bernadette Grafová      | Sally Conwayová         |
| Bernadette Grafová | Bernadette Grafová      | Sally Conwayová         |
|                    | Sally Conwayová         | Sally Conwayová         |
| María Bernabéuová  | María Bernabéuová       | Laura Vargasová Kochová |
| Linda Bolderová    | María Bernabéuová       | Laura Vargasová Kochová |
|                    | Laura Vargasová Kochová | Laura Vargasová Kochová |

## Pavouk
|   | 1/32                     | 1/16                    | čtvrtfinále             | semifinále              | finále            |
| - | ------------------------ | ----------------------- | ----------------------- | ----------------------- | ----------------- |
| A | volný los                | Kim Pollingová          | Haruka Tačimotová       | Haruka Tačimotová       | Haruka Tačimotová |
| A | volný los                | Kim Pollingová          | Haruka Tačimotová       | Haruka Tačimotová       | Haruka Tačimotová |
| A | Čou Čchao                | Haruka Tačimotová       | Haruka Tačimotová       | Haruka Tačimotová       | Haruka Tačimotová |
| A | Haruka Tačimotová        | Haruka Tačimotová       | Haruka Tačimotová       | Haruka Tačimotová       | Haruka Tačimotová |
| A | volný los                | Kelita Zupancicová      | Kelita Zupancicová      | Haruka Tačimotová       | Haruka Tačimotová |
| A | volný los                | Kelita Zupancicová      | Kelita Zupancicová      | Haruka Tačimotová       | Haruka Tačimotová |
| A | Esther Stamová           | Esther Stamová          | Kelita Zupancicová      | Haruka Tačimotová       | Haruka Tačimotová |
| A | Cend-Ajušín Narandžargal | Esther Stamová          | Kelita Zupancicová      | Haruka Tačimotová       | Haruka Tačimotová |
| B | volný los                | Bernadette Grafová      | Bernadette Grafová      | Laura Vargasová Kochová | Haruka Tačimotová |
| B | volný los                | Bernadette Grafová      | Bernadette Grafová      | Laura Vargasová Kochová | Haruka Tačimotová |
| B | Assmaa Niangová          | Maria Portelaová        | Bernadette Grafová      | Laura Vargasová Kochová | Haruka Tačimotová |
| B | Maria Portelaová         | Maria Portelaová        | Bernadette Grafová      | Laura Vargasová Kochová | Haruka Tačimotová |
| B | volný los                | Laura Vargasová Kochová | Laura Vargasová Kochová | Laura Vargasová Kochová | Haruka Tačimotová |
| B | volný los                | Laura Vargasová Kochová | Laura Vargasová Kochová | Laura Vargasová Kochová | Haruka Tačimotová |
| B | Elvismar Rodríguezová    | Antonia Moreiraová      | Laura Vargasová Kochová | Laura Vargasová Kochová | Haruka Tačimotová |
| B | Antonia Moreiraová       | Antonia Moreiraová      | Laura Vargasová Kochová | Laura Vargasová Kochová | Haruka Tačimotová |
| C | volný los                | Yuri Alvearová          | Yuri Alvearová          | Yuri Alvearová          | Yuri Alvearová    |
| C | volný los                | Yuri Alvearová          | Yuri Alvearová          | Yuri Alvearová          | Yuri Alvearová    |
| C | Barbara Matićová         | María Pérezová          | Yuri Alvearová          | Yuri Alvearová          | Yuri Alvearová    |
| C | María Pérezová           | María Pérezová          | Yuri Alvearová          | Yuri Alvearová          | Yuri Alvearová    |
| C | volný los                | María Bernabéuová       | María Bernabéuová       | Yuri Alvearová          | Yuri Alvearová    |
| C | volný los                | María Bernabéuová       | María Bernabéuová       | Yuri Alvearová          | Yuri Alvearová    |
| C | Gulnoza Matniyazovová    | Katarzyna Kłysová       | María Bernabéuová       | Yuri Alvearová          | Yuri Alvearová    |
| C | Katarzyna Kłysová        | Katarzyna Kłysová       | María Bernabéuová       | Yuri Alvearová          | Yuri Alvearová    |
| D | volný los                | Gévrise Émaneová        | Sally Conwayová         | Sally Conwayová         | Yuri Alvearová    |
| D | volný los                | Gévrise Émaneová        | Sally Conwayová         | Sally Conwayová         | Yuri Alvearová    |
| D | Sally Conwayová          | Sally Conwayová         | Sally Conwayová         | Sally Conwayová         | Yuri Alvearová    |
| D | Huda Miledová            | Sally Conwayová         | Sally Conwayová         | Sally Conwayová         | Yuri Alvearová    |
| D | volný los                | Kim Song-jon            | Linda Bolderová         | Sally Conwayová         | Yuri Alvearová    |
| D | volný los                | Kim Song-jon            | Linda Bolderová         | Sally Conwayová         | Yuri Alvearová    |
| D | Yolande Bukasaová        | Linda Bolderová         | Linda Bolderová         | Sally Conwayová         | Yuri Alvearová    |
| D | Linda Bolderová          | Linda Bolderová         | Linda Bolderová         | Sally Conwayová         | Yuri Alvearová    |